# Tabarro (indumento)

Bozzetto originale per costume de Il tabarro (1918)

Il tabarro (anche capparella o  mantella) è un mantello a ruota da uomo che ha antichissime origini. Realizzato in panno, grosso e pesante, di colore scuro, solitamente nero, ha un solo punto di allacciatura sotto il mento e viene tenuto chiuso buttando un'estremità sopra la spalla opposta in modo da avvolgerlo intorno al corpo.  Vi erano due modelli: quello classico lungo fino al polpaccio, e quello, usato per andare a cavallo e poi in bicicletta, più corto.

## Storia

Tabarro (anni 1940)

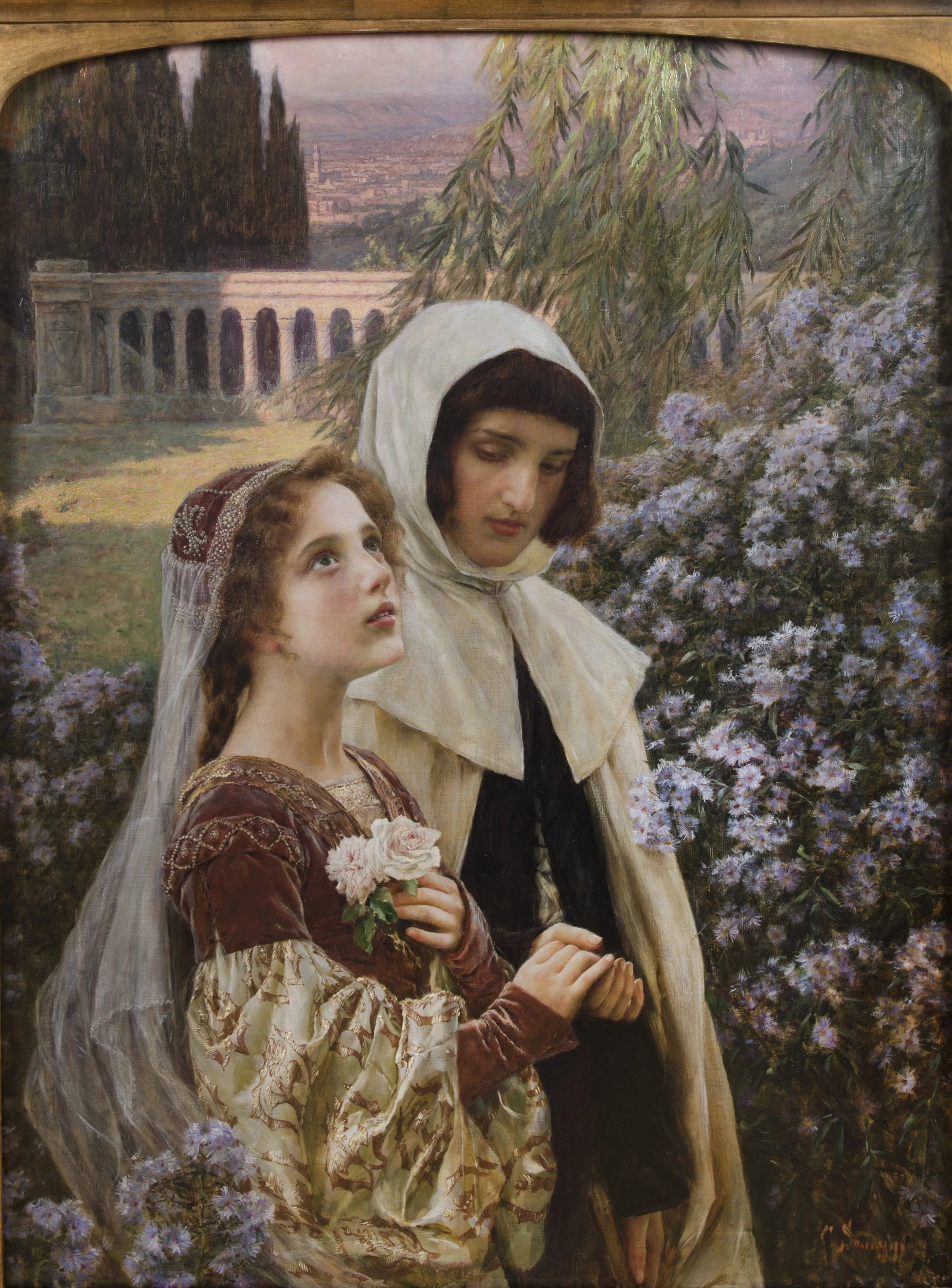
"Dante e Beatrice in giardino", opera del 1903 in cui, dopo accurate ricerche storiche, Cesare Saccaggi vestì, in base al costume dell'epoca medievale, Dante Alighieri con il tabarro.

Già nell'antichità se ne trova una forma molto simile a quella attuale; una sua derivazione è la toga dei patrizi e senatori romani. In seguito, si ritrova nel Medioevo usato dai cavalieri durante le investiture e dai medici e notabili nella vita quotidiana. Nel Rinascimento cade quasi in disuso presso l'aristocrazia e la borghesia, ma rimane molto comune presso gli artigiani, i pastori (in lana sottoposta a follatura) e il mondo rurale in genere.
Nell'Ottocento ritorna in uso presso i dandy dell'epoca. Sopravvive fino agli anni cinquanta del XX secolo, usato in ambiente rurale e montanaro, e viene descritto anche nelle opere di Giovannino Guareschi e nei film dell'epoca.
Tale mantello dà anche il nome al melodramma Il tabarro di Giacomo Puccini, del 1918, atto unico, primo titolo del Trittico.